# Altagène
Altagène är en kommun i departementet Corse-du-Sud på ön Korsika i Frankrike. Kommunen ligger  i kantonen Tallano-Scopamène som tillhör arrondissementet Sartène. År 2022 hade Altagène 54 invånare.

## Befolkningsutveckling
Antalet invånare i kommunen Altagène
Referens:INSEE